# Andrés Mérida Guzmán
Andrés Mérida Guzmán es un pintor español nacido el 17 de diciembre de 1964 en la localidad andaluza de Algeciras.
Criado desde 1971 en la ciudad de Málaga Andrés Mérida realizó sus estudios universitarios en la Facultad de Bellas Artes de la Universidad de Sevilla desde 1983. Al terminar sus estudios, en 1988, regresa a Málaga donde en los años siguientes participará en varias exposiciones colectivas hasta su primera exposición individual en 1994. Desde sus primeras exposiciones predominan en su obra los temas taurinos y de folklore andaluz, con un estilo particular de retratos con rostros alargados y colores vivos, que convive desde tiempos más recientes con la abstracción.
La obra de Andrés Mérida ha sido mostrada en numerosas exposiciones internacionales entre las que destacan las llevadas a cabo en Hong Kong en 2006, o su participación en 2009 en una performance junto al escultor Chico Repullo en la Feria Taurina de Guadalajara, donde también presentó el cartel de la temporada taurina de la localidad.
En 2011 una de sus obras fue seleccionada por el ayuntamiento de Málaga para representar a la ciudad en el evento benéfico Life Ball en Viena. Ese mismo año expuso en el Museo del Patrimonio Municipal de Málaga una retrospectiva denominada El juego más serio del mundo. La pintura de Andrés Mérida (1981-2011) con 100 de sus principales obras, procedentes en muchos casos de colecciones privadas, al que acompañaba un documental realizado por Mateo C. Rodríguez sobre su proceso de creación.